# Henricus Regius
Henricus Regius, oorspronkelijk Hendrik de Roy, in het Frans vertaald als Henri Le Roy (Utrecht, 29 juli 1598 - aldaar, 19 februari 1679) was een filosoof, arts en hoogleraar plant- en geneeskunde uit de Republiek der Zeven Verenigde Nederlanden. Hij was de voornaamste voorvechter van de ideeën van René Descartes in Nederland en correspondeerde tussen 1638 en 1646 met hem over beider werk.
Regius stond ook het heliocentrisme van Nicolaas Copernicus voor. Door zijn bestrijding van de leer van Aristoteles kwam hij in conflict met de Universiteit Utrecht (vooral Gisbertus Voetius) en de vroedschap aldaar. Descartes steunde Regius in deze Querelle d'Utrecht.
Hij was een van de eersten die de bloedsomloop begreep. Door zijn afwijzing van aangeboren ideeën en zijn visie op een organische verbinding tussen lichaam en geest was hij een onafhankelijk Cartesiaan en een voorloper van Baruch de Spinoza.
Na publicatie van Regius' boek over natuurfilosofie Fundamenta physices in 1646 tegen het advies van Descartes in scheidden hun wegen.

## Loopbaan
Geboren in een welgestelde brouwersfamilie studeerde Regius in Franeker, Groningen, Leiden, Montpellier en Padua, waar hij promoveerde in de geneeskunde. Daarna was hij stadsarts in Utrecht, rector van de Latijnse school in Naarden en weer stadsarts in Utrecht, voor hij in 1639 hoogleraar aan de Universiteit Utrecht werd. Nog datzelfde jaar stichtte Regius in Utrecht op het bolwerk Sonnenborgh een medicinale kruidentuin (de voorloper van de Oude Hortus). Lambert van Velthuysen was een leerling van Regius. In 1649 en 1662 was Regius rector magnificus. In 1673 werden Regius en anderen door de Franse bezetters van Utrecht gegijzeld om de Utrechtse overheid tot betaling van een heffing te dwingen. In 1674 keerde hij ongedeerd terug.

## Publicaties
Onder meer

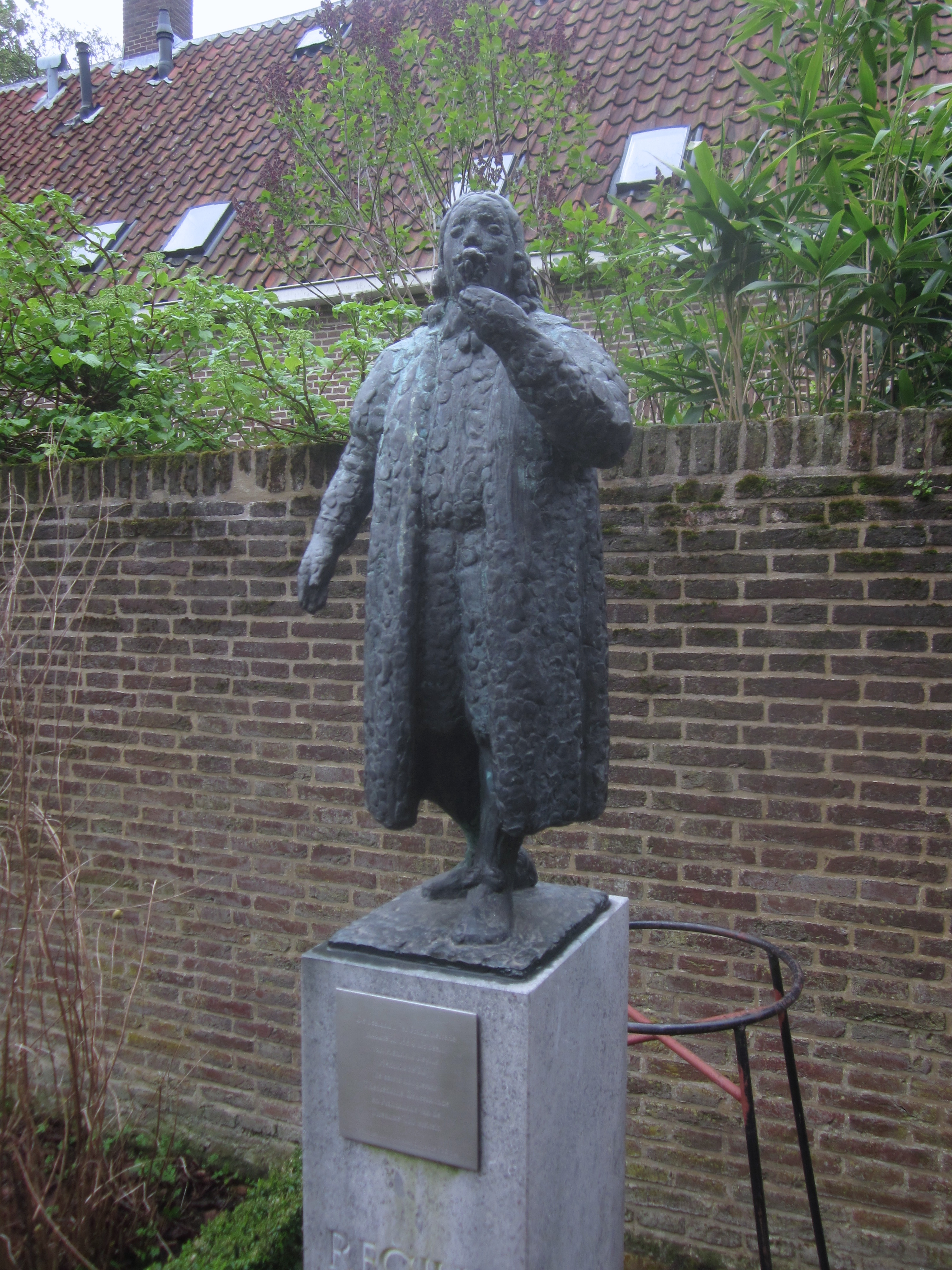
Standbeeldje van Henricus Regius in de Oude Hortus in Utrecht. Gemaakt door Frank Letterie in 1994.

- Henrici Regii medicinae doctoris & professoris Spongia qua eluuntur sordes animadversionum quas Jacobus Primirosius ... adversus theses pro circulatione sanguinis in Academia Vltrajectina disputatas nuper edidit, vier drukken 1640 in Latijn en Engels
- Animadversiones in theses, quas pro circulatione sanguinis in Academiâ Ultrajectensi D. Henricus Le Roy ... disputandas proposuit door James Primerose, 1640
- Henrici Regii Ultrajectini Fundamenta physices, acht drukken tussen 1646 en 1654
- Fundamenta medica, vier drukken tussen 1647 en 1657
- Brevis Explicatio Mentis Humanae, sive animae rationalis: ubi explicatur, quid sit, & quid esse possit. Utrecht, 1648
- De Affectibus animi dissertatio. Utrecht: Th. ab Ackersdijck. 1650
- Hortus Academicus Ultrajectinus. 1650
- Philosophia naturalis, 8 drukken tussen 1654 en 1661
- Medicinae libri IV, 1657
- Medicina, et Praxis medica, medicationum exemplis demonstrata, vier drukken tussen 1657 en 1668
- Brevis explicatio mentis humanae, sive animae rationalis, Utrecht, vier drukken tussen 1657 en 1661
- Philosophia naturalis, 1661, of Philosophie naturelle Par Henricus Regius vertaald in het Frans.
- Observationes door Theodorus Craanen, 1689